# The Hustler
The Hustler (El buscavidas en España o El audaz en Argentina y México) es una película dramática y de deportes estadounidense de 1961 producida, coescrita y dirigida por Robert Rossen. Es una adaptación de El buscavidas de Walter Tevis, publicada en 1959. Contó con los actores Paul Newman como Eddie Felson y Jackie Gleason como el Gordo de Minnesota, junto a Piper Laurie y George C. Scott. Forma parte del AFI's 10 Top 10 en la categoría "Películas de deporte".
Martin Scorsese dirigió en 1986 El color del dinero, una secuela/continuación de The Hustler, de nuevo con Paul Newman (quien ganó un Oscar por ese papel), junto a un joven Tom Cruise. Curiosamente, mientras preparaba el proyecto, Scorsese observó que uno de los personajes secundarios (el barman de la primera secuencia) era interpretado por el exboxeador Jake LaMotta. Indagando en la azarosa vida de LaMotta, y tras leer su autobiografía, concibió y luego filmó la que es ampliamente considerada como una de sus mejores películas: Toro salvaje (1980), lo que llevó a Scorsese a poner en espera la concreción de El color del dinero durante 6 años.

## Reparto
- Paul Newman como Eddie Felson
- Jackie Gleason como Minnesota Fats
- Piper Laurie como Sarah Packard
- George C. Scott como Bert Gordon
- Myron McCormick como Charlie Burns
- Murray Hamilton como Findley
- Michael Constantine como Big John
- Stefan Gierasch como Predicador

## Producción
Todas las jugadas de billar que se ven en la película fueron realizadas por los propios actores Paul Newman y Jackie Gleason, excepto el espectacular massé (ataque de la bola con el taco en posición vertical), que fue ejecutado por el excampeón del mundo de billar americano Wille Mosconi.
Jack Lemmon, a quien le habían ofrecido el papel protagonista, rechazó la interpretación de Fast Eddie Felson para así poder interpretar otro rol: el protagonista alcohólico en la película de Blake Edwards Días de vino y rosas.

## Legado
El buscavidas fue un gran éxito de crítica y público, ganando reputación como un clásico moderno. Su exploración de la victoria, la derrota y el carácter humano, consiguió importantes premios. También se atribuye a la película haber ayudado a producir un resurgimiento de la popularidad del juego del billar. El jugador de billar Rudolf Wanderone (1913 - 1996), conocido en su época como "New York Fats" y "Chicago Fats", reclamó ser la auténtica inspiración para el personaje de "Minnesota Fats" interpretado por Jackie Gleason, y adoptó el nombre como propio.

## Premios
Premios Óscar
| Categoría                                   | Persona                              | Resultado |
| ------------------------------------------- | ------------------------------------ | --------- |
| Mejor película                              | Mejor película                       | Candidato |
| Mejor director                              | Robert Rossen                        | Candidato |
| Mejor actor                                 | Paul Newman                          | Candidato |
| Mejor actriz                                | Piper Laurie                         | Candidata |
| Mejor actor de reparto                      | Jackie Gleason                       | Candidato |
| Mejor actor de reparto                      | George C. Scott (rechazó nominación) | Candidato |
| Mejor fotografía en blanco y negro          | Eugen Schüfftan                      | Ganador   |
| Mejor guion adaptado                        | Robert Rossen Sidney Carroll         | Candidato |
| Mejor dirección artística en blanco y negro | Harry Horner Gene Callahan           | Ganadora  |